# Rolando Panerai
Rolando Panerai (Campi Bisenzio, 17 oktober 1924 – Florence, 22 oktober 2019) was een Italiaanse bariton, in het bijzonder beroemd in het Italiaanse repertoire. Hij genoot een lange en aanzienlijke carrière in zowel komische en dramatische rollen.

## Biografie
Rolando Panerai studeerde bij Frazzi in Florence, en bij Armani en Giulia Tess in Milaan. Panerai maakte zijn debuut als de Farao in Gioacchino Rossini's Mosè in Egitto aan het Teatro San Carlo in Napels in 1947.
Andere belangrijke debuten, beide in 1951, waren:
- als Simon Boccanegra in Simon Boccanegra in Bergamo en
- als Sharpless in Madama Butterfly aan het Teatro alla Scala in Milaan.

Hij zong in vele zelden uitgevoerde Verdi-opera's in radio-opnames voor de RAI in 1951 (om Verdi's 50e sterfdag te herdenken), zoals:
- Giovanna d'Arco,
- La battaglia di Legnano, en
- Aroldo.

Latere rollen omvatten de grote Verdi-baritonrollen. Zijn bekendste operarollen zijn:
- Rigoletto in Rigoletto,
- Il Conte di Luna in Il trovatore,
- Giorgio Germont in La traviata,
- Il Marquese di Posa in Don Carlos,
- Amonasro in Aida, en
- Falstaff in Falstaff.

Hij genoot ook aanzienlijke successen in komische rollen, waarbij hij een bijzonderheid maakte van rollen als:
- Figaro in Le Nozze di Figaro,
- Leporello in Don Giovanni,
- zowel Guglielmo als Alfonso in Cosi fan tutte, rollen die hij vaak zong in zowel Aix-en-Provence als de Salzburger Festspiele,
- Figaro in Il barbiere di Siviglia,
- zowel Belcore als Dulcamara in L'elisir d'amore, en
- Malatesta en de titelrol in Don Pasquale.

Rolando Panerai heeft meer dan 150 opera’s op zijn repertoire.
Zijn stem en acteerstijl werden zeer gewaardeerd door de grote regisseurs, die met hem werkten - Giorgio Strehler, Franco Zeffirelli en Luchino Visconti.
Hij heeft een donker en vibrerende stem, en had een opmerkelijk lange en fameuze zangcarrière. Hij zong nog Germont in het jaar 2000 in een Franse televisieproductie van La traviata, naast José Cura en Eteri Gvazava, waarbij zijn stem in zeer goede vorm was voor een man van 76.
In 2001 vertolkte hij Germont in de televisieversie van Verdi's La traviata geleid door Zubin Mehta, en uitgezonden in 125 landen.
Hij was ook jarenlang een van de grootste Gianni Schicchi’s in Il trittico van Giacomo Puccini, en zong deze rol nog in Florence in 2006, op de leeftijd van 84 jaar. Op nog latere leeftijd zong Rolando Panerai nog aan de Opéra de Paris, in de Staatsoper Frankfurt en aan het Glyndebourne Festival.
Hij overleed in 2019 op 95-jarige leeftijd.

## Discografie
Panerai laat een indrukwekkende discografie na, veel opera’s nam hij op met Maria Callas en Giuseppe di Stefano, zoals in:
- Il trovatore,
- Cavalleria rusticana,
- Pagliacci en
- La bohème.

Hij maakte ook een gewaardeerde opname van Madama Butterfly, tegenover Renata Scotto en Carlo Bergonzi, en van La traviata, tegenover Beverly Sills en Nicolai Gedda.